# Nowoje (rejon mieżdurieczeński)
Nowoje (ros. Новое) – wieś w Rosji, w rejonie mieżdurieczeńskim obwodu wołogodzkiego. W 2010 r. liczyła 20 mieszkańców.